# Łozowa (obwód winnicki)
Łozowa (ukr.  Лозова) – wieś na Ukrainie w rejonie szarogrodzkim obwodu winnickiego.
Wieś starostwa chmielnickiego położona w pierwszej połowie XVII wieku w województwie podolskim.
Pod koniec XIX w. karczma przy drodze z Łozowej do Politanki nosiła nazwę Wydra.